# Одесский завод тяжёлого краностроения
ОАО ХК «Краян» — холдинговая машиностроительная компания Украины в области краностроения, основанная на базе бывшего «Одесского завода тяжёлого краностроения им. Январского восстания», находящаяся в Одессе.

## История

### 1863—1917
История предприятия начинается в августе 1863 года, когда для ремонта подвижного состава Одесской железной дороги в Одессе рядом с паровозным депо были основаны железнодорожные мастерские.
К 1917 году Одесские железнодорожные мастерские Русского общества пароходства и торговли и Одесской железной дороги являлись главными железнодорожными мастерскими Одесской железной дороги, здесь работали свыше 3 тыс. человек и действовала железнодорожная парторганизация РСДРП(б)(руководителем которой являлся П. П. Мизикевич).
19 марта 1917 года по решению Одесского Совета на промышленных предприятиях Одессы был введён 8-часовой рабочий день.

### 1918—1991
После Октябрьской революции рабочие мастерских активно поддержали революцию, в октябре и декабре 1917 года они выступали в поддержку передачи власти в Одессе Советам.
В начале января 1918 года в мастерских был создан военно-революционный штаб (в состав которого вошли П. П. Мизикевич, П. Забудкин и Н. Алексеев), под руководством которого отряды Красной гвардии захватили железнодорожный вокзал, товарную станцию и учреждения связи. Рабочие мастерских приняли активное участие в боях 15-16 (28-29) января 1918 года, с использованием бронепоезда разгромили части УНР и в результате — обеспечили установление 17 (30) января 1918 года Советской власти в Одессе и создание Одесской Советской республики.
После того, как 13 марта 1918 года Одессу оккупировали наступавшие австро-германские войска, рабочие мастерских сформировали команды двух бронепоездов РККА (командирами которых стали Ф. Молочков и Н. Мацко), которые вели бои под Харьковом и на Дону, в Одессе для ведения подпольной работы остались около 50 большевиков из числа работников мастерских.
В июле 1918 года мастерские присоединились к Всеукраинской железнодорожной стачке (и бастовали до 9 сентября 1918 года).
После ухода в ноябре 1918 года австро-немецких войск из Одессы и высадки в Одессе войск Антанты рабочие мастерских продолжали саботаж и участвовали в восстановлении Советской власти в Одессе 5 января 1919 года.
После того, как 25 августа 1919 года город заняли войска ВСЮР, в мастерских была создана «тройка» для ведения организационной подпольной работы и начала действовать военно-подрывная группа В. Гренц. С приближением к Одессе войск РККА в ходе Одесской наступательной операции 11 января — 8 февраля 1920 года по приказу ревкома рабочие мастерских заняли Одесское железнодорожное депо и станцию и не допустили угон железнодорожного состава за границу.
В целом, за годы гражданской войны производство значительно сократилось — до 14,8 % от количества паровозов и 4,2 % вагонов, выпущенных в 1913 году.
В 1920 году в мастерских работали 2 тысячи рабочих (в том числе, 60 коммунистов и 23 комсомольца).
После окончания гражданской войны мастерские были реконструированы.
В ноябре 1923 года главные железнодорожные мастерские были переименованы в Январские железнодорожные мастерские — в честь 5-й годовщины восстания в Одессе в январе 1918 года.
До 1930 года мастерские выполняли капитальный ремонт паровозов и товарных вагонов, в 1930 году мастерские были преобразованы в краностроительный завод.
В 1931 году завод построил первый паровой рельсовый кран (6-тонный «Январец-1»), который стал первенцем советского краностроения. В годы предвоенных пятилеток завод освоил производство новых видов продукции, совершенствовал конструкции кранов. В это время заводом выпускались краны грузоподъёмностью 6, 15, 20, 45 т и иная продукция. К началу 1939 года завод входил в число четырёх крупнейших предприятий машиностроения Одессы.
После начала Великой Отечественной войны завод освоил выпуск продукции военного назначения. Уже в первые недели войны завод построил на шасси прибывших на предприятие для переоборудования в автокраны грузовиков ЗИС-6 пятнадцать «ремлетучек». С приближением к городу линии фронта рабочие завода приняли активное участие в строительстве оборонительных сооружений. В июле 1941 года началась эвакуация завода, большая часть оборудования была отправлена эшелонами на Кировский машиностроительный завод имени 1 мая и на Курган.
Во время обороны Одессы завод восстановил и передал в Приморскую армию десять танков БТ, обнаруженных в прибывших в Одессу эшелонах — при этом несколько танков были модернизированы (для этого один из цехов завода был переоборудован в танкоремонтные мастерские), участвовал в строительстве трёх бронепоездов (при этом большинство человек в команде первого одесского бронепоезда № 22 составляли рабочие завода им. Январского восстания), а позднее освоил производство бронетракторов НИ-1, 50-мм и 82-мм миномётов (при этом экипажами трёх выпущенных заводом бронетракторов НИ-1 стали рабочие завода). После создания 22 августа 1941 года оперативно-производственной группы при Военном совете Одесского оборонительного района завод был передан в прямое подчинение группы. Во время оккупации города немецко-румынскими войсками рабочие завода имени Январского восстания были среди одесских подпольщиков.
В ходе боевых действий и во время оккупации завод был полностью разрушен. Немецкая администрация попыталась использовать организовать на заводе ремонт железнодорожных вагонов, но действовавшая в Одессе советская подпольная группа, которой руководил пограничник П. В. Кудрин вывела из строя противопожарные средства и подожгла вагоны, доставленные на завод для ремонта.
В 1944 году началось восстановление предприятия.
В 1946 году завод освоил серийный выпуск автомобильных кранов.
С 1960 года специализацией завода стало производство большегрузных пневматических колёсных кранов.
В 1963 году завод им. Январского Восстания был награждён орденом Трудового Красного Знамени.
С начала 1970-х годов завод стал выпускать 40-, 63- и 100-тонные краны. Всего в 1946—1974 гг. заводом были созданы более 25 модификаций кранов различной грузоподъёмности, некоторые из них были награждены дипломами ВДНХ СССР. К 1974 году завод освоил производство 16-тонных и 25-тонных кранов для работы в условиях Крайнего Севера; кроме того, на предприятии производились стальное и чугунное литьё для кранов, поковки и штамповки, осуществлялись механическая и термическая обработка деталей.
В 1975 году завод стал головным предприятием производственного объединения имени Январского восстания.
К началу 1980-х годов на заводе действовали комплексно-механизированные участки и поточные конвейерные линии, основной продукцией предприятия являлись стреловые самоходные краны на пневматическом колёсном ходу грузоподъёмностью 25, 40, 63 и 100 тонн.
В 1982 году на заводе был спроектирован и построен первый в СССР автомобильный гидравлический кран грузоподъёмностью 100 тонн (установленный на специально разработанном шасси).
Предприятие относилось к структуре Минстройдормаша и являлось одним из крупных предприятий тяжёлого машиностроения СССР.
Многие работники завода отмечены государственными наградами (токарь В. И. Чербаев и др.)
Постановлением Совета Министров СССР 18 сентября 1987 г. на заводе было организованно совместное предприятие «Кранлод» с фирмой «Либхерр», которая ещё в 70-х годах поставила в СССР более 330 кранов повышенной проходимости на вездеходных шасси для эксплуатации в труднодоступных нефтегазодобывающих районах Сибири.
Первый кран ЛТМ-1050-4 появился летом 1988 года, осваивалось производство ЛТМ-1050 и ЛТМ-1070 грузоподъёмностью 50 и 63. Готовились к подписанию документы о вступлении в СП польского объединения «Бумар». Уже в 1992 году планировалось достичь выпуска 1200 короткобазных кранов ежегодно, при локализации в 90 %, но распад СССР не дал планам реализоваться и в 1994 году СП было ликвидировано. Всего за время существования СП было выпущено около двухсот 50-тонных кранов.

### После 1991

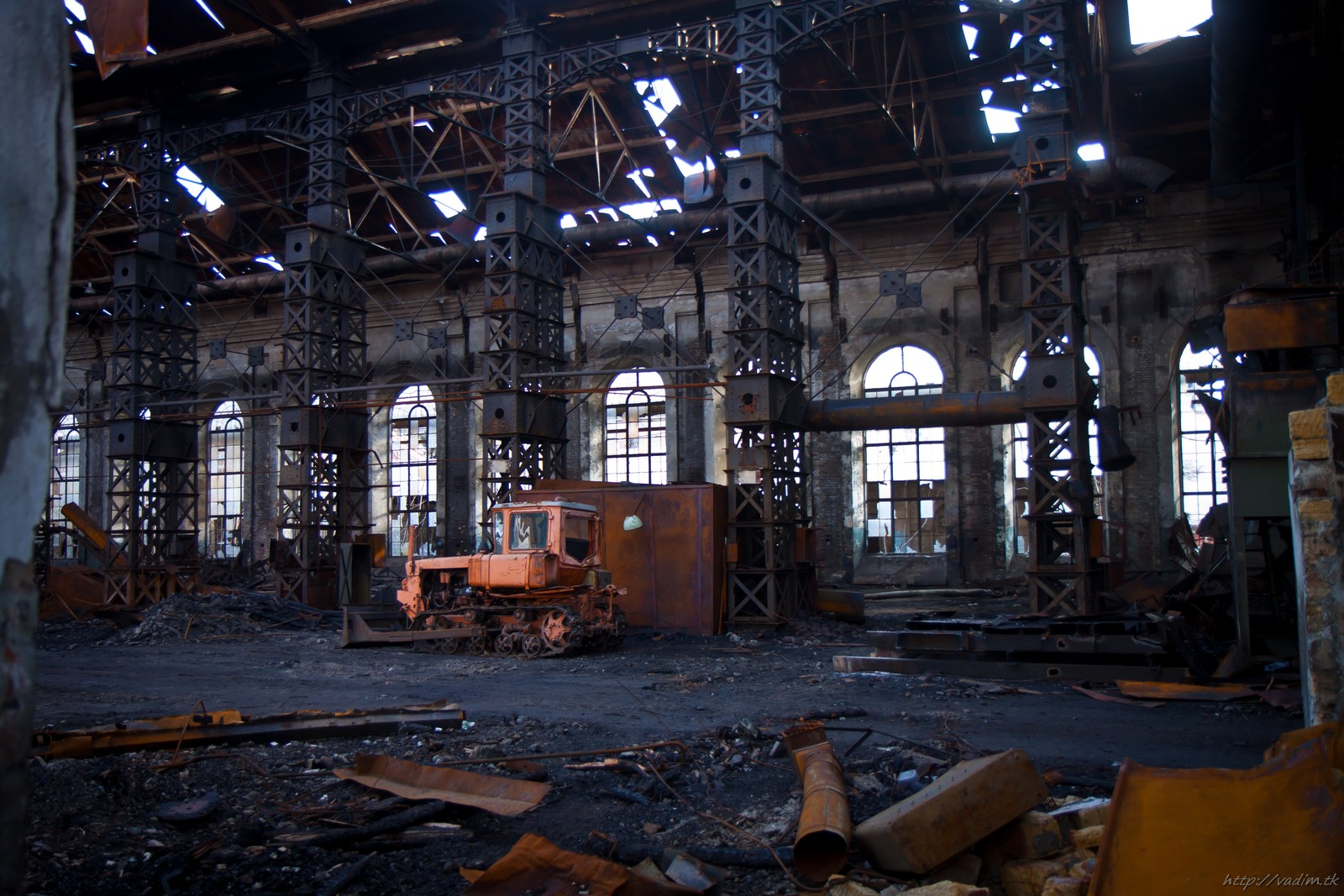
Развалины цехов уничтоженного завода

После провозглашения независимости Украины, завод был приватизирован и преобразован в холдинговую компанию «Краян». Установленный перед входом на завод памятник В. И. Ленину в 1992 году был продан владельцу ресторана из США Харви Гофу (который установил его в городе Даллас с надписью America’s Won на постаменте).
В начале 1990х годов завод входил в перечень ведущих предприятий города.
Уже под маркой «Краян», завод некоторое время продолжал выпуск кранов на пневмоколёсном ходу, автомобильных кранов и кранов на спецшасси с телескопической стрелой. Высокий уровень продукции «Краяна» был отмечен Золотой Звездой.
В 1994—1995 годах на предприятии работало около 5000 человек, на 2000 год численность штата составила 1303 человека, а по данным на 1 января 2001 года — 1262 человека.
Начиная с 1997 года предприятие работало с минимальной нагрузкой, в этот год было выпущено 24 крана. Выпуск 20 кранов в 1998 году был обеспечен, в основном, за счёт незавершённого производства, в 1999 году выпуск упал до 4 кранов.
В 1999 году было возбуждено дело о банкротстве завода. В 2001 году при проведении первой процедуры санации (к началу которой на заводе продолжали работать около 1000 человек) было продано 90 % территории завода, на которой начали демонтаж оборудования, в 2002 году на основании мирового соглашения между ОАО "ХК «Краян» и ООО «Истриан» процедура банкротства завода была остановлена.
12 июля 2005 года Кабинет министров Украины внёс ОАО ХК «Краян» в перечень предприятий и организаций, предприватизационная подготовка которых должна была быть осуществлена в первую очередь, 26 декабря 2005 года Кабинет министров Украины принял решение о подготовке к продаже в 2006 году 100 % акций ОАО ХК «Краян» (находившихся в государственной собственности).
26 апреля 2006 года сборочный цех завода перешёл в собственность ООО «Укрзакордонпраця».
Принятое в сентябре 2006 года решение Одесского хозяйственного суда о банкротстве ХК «Краян» было опротестовано, однако в марте 2007 года высший хозяйственный суд Украины утвердил решение суда первой инстанции о признании ХК «Краян» банкротом.
В сентябре 2012 года начальник отделения Фонда государственного имущества Украины в Одесской области Алексей Косьмин сообщил на пресс-конференции, что в результате рейдерской атаки с участием депутата из блока Юлии Тимошенко бывший завод находится в весьма плачевном состоянии и представляет собой «голые стены, а местами нет и стен».
27 мая 2015 было разобрано здание литейного цеха завода, находившееся в аварийном состоянии.
12 октября 2015 в результате пожара полностью сгорел недействующий одноэтажный столярный цех завода 1902 года постройки.
В сентябре 2016 года Одесский городской совет купил здание, входящее в комплекс завода «Краян», за 185 млн грн. Национальное антикоррупционное бюро Украины позже заявило, что ранее данное здание было куплено за 11,5 млн гривен у фиктивной компании и в связи с этим начало расследование. Спустя год, 23 октября 2017 года силовики провели обыск у городского головы Геннадия Труханова, которому сообщили о подозрении в данном деле. Депутат Верховной рады Сергей Лещенко говорил о том, что конечными бенефициарами данной сделки являются Александр Турчинов и Александр Дубовой.

## Продукция в разные годы

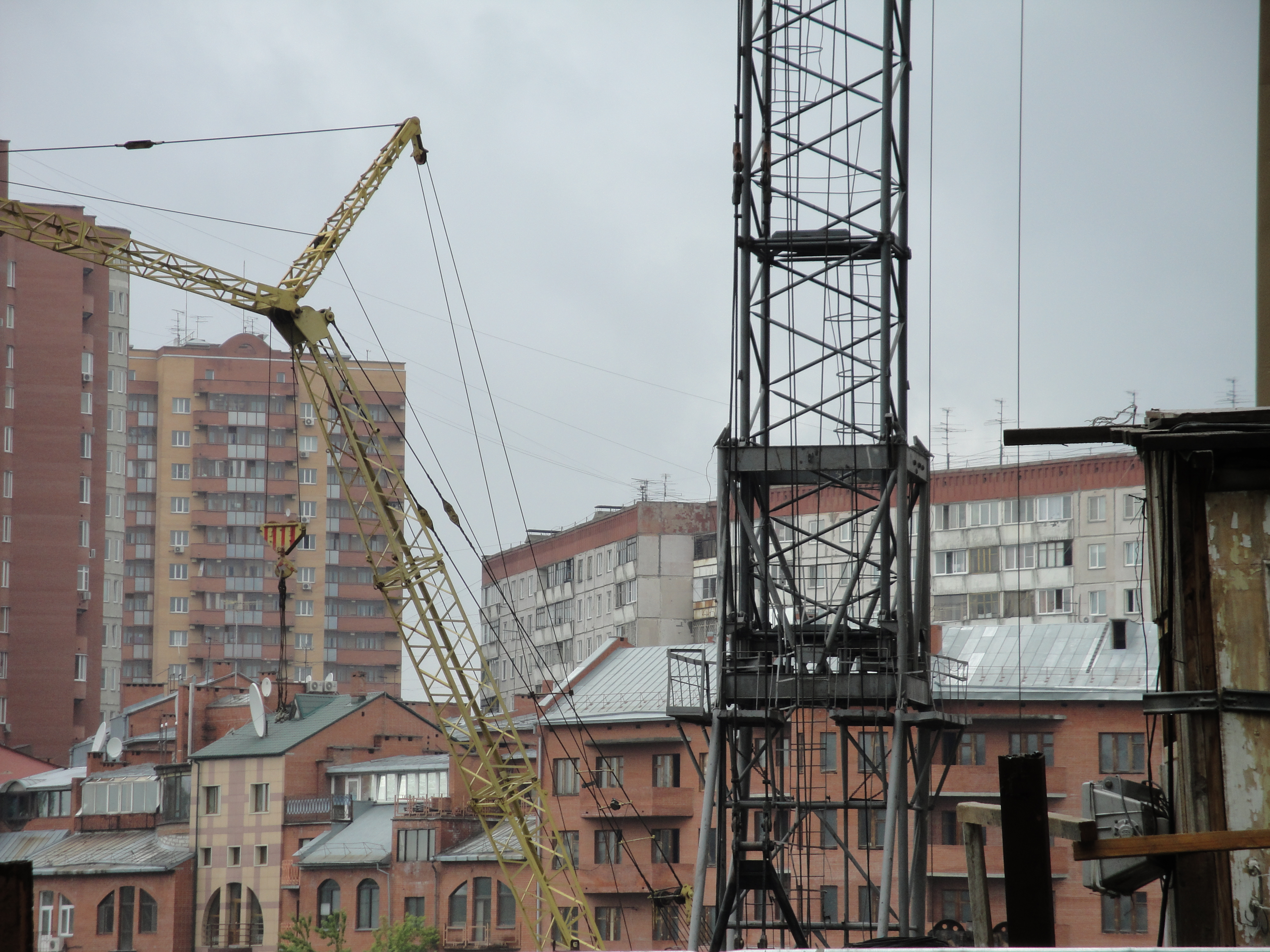
Пневмоколёсный кран КС-5363 (слева) в исполнении с неуправляемым гуськом, произведённый ОЗТК

40-, 63- и 100-тонные краны на пневмоколёсном ходу под индексом «КС» (КС-6362, КС-7362, КС-8362), до этого на заводе разрабатывались и производились под индексом «К» (например, К-161, К-166, К-255, К-406 и пр.).
Совместно с польским объединением «BUMAR» завод разрабатывал и выпускал краны типа «КС» под маркой «Январец-BUMAR» грузоподъёмностью от 40т до 250т на специальном шасси производства объединения «BUMAR» с телескопической стрелой.
Также завод изготавливал паровые и двигательные железнодорожные краны с индексом «Я» («Январец») и с другими индексами.
Самые известные разработки одесских краностроителей последних лет[каких?] — мобильные краны на шасси автомобильного типа КрАЗ и вездеходного спецшасси «ШЗ» с гидравлическим управлением телескопическими стрелами и выносными опорами грузоподъёмностью 30, 40 и 50 тонн.